# Televisão no Uruguai
A primeira emissão aberta de televisão no Uruguai foi realizada em 7 de dezembro de 1956 em Montevidéu pelo Saeta TV Canal 10, uma iniciativa de empresários das rádios Carve y La Voz del Aire. Em 23 de Abril de 1961 , ele começou a transmitir Channel 4 Monte Carlo TV, que faz parte do grupo empresarial integrada pela rádio Monte Carlo e Oriental. Em 1962 foi ao ar Canal 12 Teledoce Televisora Color e, em 1963 canal estatal Channel 5 (agora Televisión Nacional Uruguay).

## História
As primeiras transmissões televisivas no Uruguai foram feitas em 7 de dezembro de 1956, em Montevidéu, pelo canal 10 Saeta Televisión, uma iniciativa dos empresários das rádios Carve e La Voz del Aire. Em 23 de abril de 1961 começou a transmitir Canal 4 Monte Carlo TV, pertencente ao grupo empresarial formado por rádios Monte Carlo e Oriental. Em 1962, o Canal 12 Teledoce Televisora Color foi ao ar e em 1963 o canal estatal 5 (atual Televisión Nacional Uruguay).
A incorporação, em 1962, da videotape mudou a televisão uruguaia, porque permitiu alternar transmissões ao vivo com gravações locais e internacionais, particularmente da Argentina.
A televisão colorida chegou ao Uruguai em 1981. As transmissões em cores foram feitas experimentalmente em 1980 durante a Copa Ouro dos Campeões Mundiais (Mundialito de futebol) para retransmissões no exterior.
No início da década de 1990, o governo de Luis Alberto Lacalle iniciou um processo de licitação de televisão para assinantes em todo o país.
Os proprietários dos canais privados 4, 10 e 12 formaram a empresa Equital, que fornece a infraestrutura para suas respectivas empresas de cabo (Montecable, TCC e Nuevo Siglo), bem como inúmeras operadoras de televisão a cabo no interior. Outros provedores de televisão para assinantes permaneceram independentes e formaram a Câmara Uruguaia de Televisão para Assinantes.
Em 1998 a primeira transmissão de TV digital foi feita no Uruguai, foi feita pela extinta empresa TVA a cabo na cidade de Paysandú e um show de rock foi transmitido a partir da imagem gerada por um disco laser, na ocasião o sistema ATSC foi usado em canal 24 da UHF, curiosamente anos antes, em 1992, no mesmo canal 24 a primeira e única transmissão aberta de TV foi feita na banda de UHF do país.
Em 2001, o mercado da televisão por satélite foi aberto e a multinacional DirecTV entrou em 2003.
Em 2003, nasceram dois canais de assinantes: o VTV, pertencente à empresa de futebol Tenfield, e a TV Libre, que depois deu lugar ao RTV.
Em 2012 chega a TV digital no Uruguai, a adoção da norma para TV aberta ISDB-Tb foi resolvida, embora anteriormente (2008) tenha sido decidido utilizar o DVB-T. A partir de 2013, os operadores de TV a cabo do Inside, começam a implementar o DVB-C digital em seus sistemas de assinantes.
Entre 2013 e 2015, a DirecTV incorporou a Monte Carlo TV, a TNU e a Teledoce. Os sinais HD de 4, 10 e 12 são liberados para os operadores de TV a cabo.

## Fatos e números
O Uruguai tem um sistema de mídia altamente concentrado. O núcleo foi formado um grupo de três empresas que possuem os três canais de televisão privados abertos na capital e atingir toda a área metropolitana, onde quase dois terços da população do país vive. Essas empresas também tiveram presença direta ou indireta em outro conjunto de mídias de comunicação escrita e rádio.
No final de 1997 , 35% das famílias uruguaias tinham serviços de televisão por cabo, e em setembro de 2001 o percentual subiu para 68% (660.000 domicílios assinantes). Em 1998 92% dos lares em Montevidéu e 85% do interior do país possuíam televisão em cores. Em 2000 os uruguaios viu uma média de 3,8 horas de televisão. [carece de fontes?] Em 2001 foi aberto o mercado de televisão por satélite e, a primeira empresa a introduzir foi a multinacional DirecTV.

## Canais da televisão
| Nome           | Logo          | Canal | Slogan                     | Fundação              | Web site                |
| -------------- | ------------- | ----- | -------------------------- | --------------------- | ----------------------- |
| Monte Carlo TV |               | 4     | Siempre con Vos            | 23 de abril de 1961   | www.montecarlotv.com.uy |
| TNU            |               | 5     | Crece                      | 19 de junho de 1963   | www.tnu.com.uy          |
| Canal 10       |               | 10    | El canal Uruguayo          | 7 de dezembro de 1956 | www.canal10.com.uy      |
| Teledoce       | align: center | 12    | Viví la Emoción en la Tele | 2 de maio de 1962     | www.teledoce.com        |
| Tevé Ciudad    |               | 32    | Viva                       | 1996                  | www.tvciudad.uy         |